# 澤井美優
澤井美優（1987年10月23日—），日本寫真集模特兒兼女演員。神奈川縣出身。身高160cm，血型是A型。所屬事務所為「BOX CORPORATION」，參演真人版《美少女戰士》中的月野兔一角而被受注目。

## 出演作品

### 電視劇
- 孩子們的戰爭第5季（2003年、CBC、中部日本放送）- 木村陽子
- 美少女戰士（2003年-2004年、CBC）- 月野兔、水手月公主
- （2005年、朝日電視台）- 近藤マキ
- （2006年、朝日電視台）- 吉永里加子
- 第2話 （2007年、朝日電視台） - お奈津
- （2008年2月25日、TBS） - 平井歩美
- 多米英雄援救武装（2008年7月26日、東京電視台） - 神田茜
- 貓街 （2008年9月11日、NHK）
- Cafe吉祥寺（2008年、東京電視台） - 由紀
- 新・警視廳搜查一課9係 season2 第5話（2010年、朝日電視台）- 北原明日香
- 警視廳心理搜查官・明日香（2011年、TBS）- 三枝由加
- 家政婦三田（2011年、日本電視台）
- 相棒 season10 第10話（2012年、朝日電視台）- 平野秋穂
- 幸運7人組（2012年、富士電視台）
- 假面騎士Wizard（2013年、朝日電視台） - 山本亜矢
- Last Doctor ～監察醫秋田的驗屍報告～（日语：ラスト・ドクター〜監察医アキタの検死報告〜）（2014年、東京電視台）- 綾香
- 緊急審訊室 特別篇（2015年、朝日電視台）- 保母
- 早子老師，要結婚是真的嗎？（2016年、富士電視台）- 香川的前女友
- 家政夫三田園（2016年、朝日電視台）- 女演員涼子
- 警視廳・搜查一課長（朝日電視台）
  - season2 第9話（2017年）- 宇和沙月
  - 2020 第2話（2020年）- 藤谷友梨
- 其实并不在乎你（2017年、TBS）- 渡邊涼太的同事
- 黑革記事本 第2話、第3話（2017年、朝日電視台）- 坂本
- 假面騎士EX-AID 第42 - 44話（2017年、朝日電視台） - 鈴木塔子
- BORDER 贖罪（2017年、朝日電視台）- 光岡
- 特搜9（朝日電視台）
  - season1 第4話（2018年）- 対馬遥香
  - season6 第3話（2023年）- 川崎留美
- 科搜研之女 SEASON18 最終話（2018年、朝日電視台）- 矢吹真由
- 賣房女子 第3話（2019年、日本電視台）- 真島みどり
- 騎士龍戰隊龍裝者（2019年、朝日電視台）- Master Pink（マスターピンク）
- 破案神手 第8話（2019年、TBS）- 社長秘書
- 世界奇妙物語（富士電視台）
  - 2019雨之特別編「人間の種」（2019年）- 玲子
  - 2020夏之特別編「3つの願い」（2020年）- 若林貴美子
- G弦上的你和我 第1話（2019年、TBS）- 小暮也映子的前同事
- 未解決之女 警視廳文書搜查官 Season2 第3話（2020年、朝日電視台）- 上原望
- 35歳的少女（2020年、日本電視台）- 三山
- 警視廳強行犯係 樋口顯 第3話（2021年、東京電視台）- 水島尚子
- 消失在雨中的向日葵（2021年、WOWOW）- 浅見多恵
- 夫婦圓滿食譜～不交換嗎？僅此一晚～（2022年、東京電視台）- 押田花
- 你回來了!小太郎一個人生活 第1話（2023年4月15日、朝日電視台）- Haruka
- 執行!!～狗和我和執行官～ 第6話（2023年、朝日電視台）- 鶴瀬芽衣
- 妝紅人生 第5話・第6話（2023年、日本電視台）- 高木
- 附身 第8話（2023年、富士電視台）- 聰子

### 電影
- （2005年）
- (2008年 周星馳) 金川美優

### 配音

#### 電視動畫
2006年
- BLACK CAT（レイラ）

2014年
- 牙狼〈GARO〉-炎之刻印-（緹娜）

2015年
- 潮與虎（三上理惠子）
- 蒼穹之戰神 EXODUS（奧加·卡緹娜·貝特連可）
- Concrete Revolutio～超人幻想～（克勞德）

2016年
- 甲鐵城的卡巴內里（信乃）
- Concrete Revolutio～超人幻想～ THE LAST SONG（克勞德）

#### 劇場版動畫
- 劇場版 鋼之鍊金術師 香巴拉的征服者（2005年）（諾雅）

### 廣告
- ジャストシステム 一太郎12（2002年）
- 東京ディズニーシー（2002年）
- 任天堂 DSゲームソフト「DS楽引辞典」（2005年）

### 舞台演出
- 眠れる森の美女（2006年7月22日-7月30日、三越劇場 地方公演は2006年8月5日-9月18日）料理番の娘

## 出版

### 寫真集
- みゅ（2002年、ワニブックス）ISBN 4-8470-2734-5
- KISS（2004年、ワニマガジン社）ISBN 4-89829-782-X
- 美優（2005年、彩文館出版）ISBN 4-7756-0083-4

### CD 及 DVD
- Me（2002年、ポニーキャニオン）
- You（2002年、ポニーキャニオン）
- South Wind（2005年、エアーポート）
- Perfect Collection（2005年、ローランズ・フィルム）
- me→you（2005年、ジーオーティー）
- Snow White（2006年、ラインコミュニケーションズ）
- Fresh:Re:Fresh（2006年、トラフィックジャパン）

## 外部連結
- .   [2017-10-31]. （原始内容存档于2014-02-24） （日语）.
- Offical Blog （页面存档备份，存于）
- 澤井美優的X（前Twitter）
- 澤井美優的Instagram帳戶
- 澤井美優的TikTok